# Fichier et répertoire caché
En informatique, un fichier caché est un fichier qui n'est visible pour un utilisateur que sur demande explicite. De façon similaire, un répertoire caché (ou dossier caché) est un répertoire qui n'est visible que sur demande.

## Sous Windows
Sur Windows, ces dossiers et fichiers cachés sont généralement des fichiers importants (appelés fichiers système), qui sont là pour assurer le fonctionnement du système d'exploitation, et qui, une fois altérés ou voire supprimés, peuvent rendre instable le système d'exploitation.
Avec des outils Microsoft MSC (notamment gpedit.msc), on peut rendre cachés des items du panneau de contrôle (ceci se fait via le paramétrage d'un CLSID).

### Sur les anciennes versions de Windows
Sur le système de fichiers FAT, l'utilisateur avait la possibilité de cacher ses propres fichiers, avec la commande attrib (en) de MS-DOS.

## Sous Unix et Linux
Sous Unix, Linux, et les logiciels prévus pour ces systèmes, les fichiers cachés sont des fichiers dont le nom commence par un point (.). Ce sont le plus souvent des fichiers de configuration (exemple : .htaccess pour apache, .bashrc pour bash, etc.) ou des répertoires contenant des fichiers de configuration (exemple .ssh pour SSH, .kde pour KDE, .gconf pour GConf, .mozilla et .thunderbird pour des logiciels de Mozilla, etc.). Les fichiers cachés peuvent être aussi :
- des fichiers contenant l'historique des commandes pour un shell Unix, ou les commandes SQL (par exemple pour l'outil psql de postgreSQL) ;
- une corbeille (répertoire trash) contenant des fichiers sur lesquels il y a eu une demande de suppression via l'interface graphique ;
- fichier lock utilisé par LibreOffice (exemple .~lockTOTO.odt# pour un fichier TOTO.odt) ou vim (exemple .TOTO.txt.swp pour un fichier TOTO.txt).

La commande ls par défaut n'affiche pas les fichiers et répertoires cachés (il faut préciser ls -a).
Ces fichiers se retrouvent également sous Windows, pour les applications portées concernées (exemple : apache).

### macOS
Sous macOS, comme sous Unix/Linux, les fichiers cachés sont des fichiers dont le nom commence par un point (.).
macOS utilise , entre autres, le fichier caché .DS_Store. Il permet de stocker les attributs personnalisés d'un répertoire.  Il est présent dans tous les dossiers d'utilisateurs y compris sur les clefs USB.

## Compatibilité Windows et UNIX/Linux
Un fichier caché pour Linux ne l'est pas pour Windows (et réciproquement).
Avec Linux par exemple, sur une clé USB, s'il y a un fichier ou un répertoire dont le commence par un point, il n'est pas affiché (par exemple répertoire .Trash). Si on met la clé sur un PC Windows, le fichier devient visible.
Dans l’autre sens, si on monte une partition NTFS sur un ordinateur sous Linux, les fichiers systèmes deviennent visibles. L'arborescence de tous les répertoires est affichée avec exactitude.